# 井上公三
井上 公三（いのうえ こうぞう、1937年 - 2017年）は、日本の画家。

## 略歴
大阪府出身。1960年慶應義塾大学文学部美学美術史学科卒業。同年渡仏し、 アカデミー・ドゥ・ラ・グランド・ショミエールにて学ぶ。
1969年オーパベ大賞、1971年毎日現代美術展コンクール賞、1980年カーニュ・シュメール国際美術ビエンナーレ展審査委員長賞を受賞。
漫画家、井上三太は長男にあたる。